# Gerichtsbezirk Cembra
Der Gerichtsbezirk Cembra war ein dem Bezirksgericht Cembra unterstehender Gerichtsbezirk in der Gefürsteten Grafschaft Tirol. Der Gerichtsbezirk im Trentino gehörte zum Bezirk Trient und umfasste das Cembratal nordwestlich von Trient. Nach dem Ersten Weltkrieg musste Österreich den gesamten Gerichtsbezirk an Italien abtreten.

## Geschichte
Der Gerichtsbezirk Cembra wurde durch eine 1849 beschlossene Kundmachung der Landes-Gerichts-Einführungs-Kommission geschaffen und umfasste ursprünglich die neun Gemeinden Cembra, Faver, Grauno, Grumes, Lisignago, Segonzano, Sevigano, Sover und Valda.
Der Gerichtsbezirk Cembra bildete im Zuge der Trennung der politischen von der judikativen Verwaltung
ab 1868 gemeinsam mit den Gerichtsbezirken Civezzano, Lavis, Pergine und Mezolombardo, Trient und Vezzano den Bezirk Trient.
Der Gerichtsbezirk Cembra wies 1869 eine Bevölkerung von 8.406 Personen auf.
Der Gerichtsbezirk Mezolombardo wurde per 1. August 1906 vom Bezirk Trient abgespalten und zum eigenständigen Bezirk Mezolombardo erhoben.
1910 wurden für den Gerichtsbezirk 8.168 Personen ausgewiesen, von denen acht Deutsch (0,1 %) und 8.145 Italienisch oder Ladinisch (99,7 %) als Umgangssprache angaben.
Durch die Grenzbestimmungen des am 10. September 1919 abgeschlossenen Vertrages von Saint-Germain wurde der Gerichtsbezirk Cembra zur Gänze Italien zugeschlagen.

## Gerichtssprengel
Der Gerichtssprengel umfasste 1910 die neun Gemeinden Cembra, Faver, Grauno, Grumes, Lisignago, Segonzano, Sevigano, Sover und Valda.